# علی دوانی
علی رجبی دوانی (زادهٔ ۵ مهر ۱۳۰۸ – درگذشته در ۱۸ دی ۱۳۸۵) نویسنده و محقق ایرانی بود که آثار متعددی در رابطه با اسلام و تاریخ اسلام نگاشته‌است.

## تولد
علی دوانی به سال ۱۳۰۸ در قصبه دوان شش کیلومتری شمال کازرون به دنیا آمد. 

## تحصیلات
وی تحصیلات خود را در زادگاهش آغاز کرد در سال ۱۳۱۶ به آبادان رفته، در مدرسه فنی در رشته مکانیک مشغول به تحصیل شد. سال ۱۳۱۹ تحصیلات حوزوی خود را در نجف آغاز کرد و ازسید علی بهبهانی، سید ابوالقاسم خویی استفاده کرد و سال ۱۳۲۷ تحصیلات خود را در قم ادامه داد.

## ورود به عرصه نویسندگی
وی از بدو ورود به حوزه علمیه قم نویسندگی را آغاز کرد. از وی مقالات متعددی نیز در شرح حال فقها و علما در مجلات دینی، به ویژه مجله مکتب اسلام چاپ شده‌است. تحصیلات عالی حوزوی را در درس خارج سید حسین طباطبایی بروجردی و سید روح‌الله خمینی دنبال کرد. 

## آثار
- داستان‌های ما
- مفاخر اسلام
- نهضت دوماهه روحانیون
- خاطرات من از استاد مطهری
- سید رضی
- شرح حال آیت الله سید علی بهبهانی
- یادنامه شیخ طوسی
- سیمای جوانان
- نهضت روحانیون ایران (۱۰ مجلد)؛ ناشر: مرکز اسناد انقلاب اسلامی، تهران، چاپ دوم، ۱۳۷۷ شمسی، ۵جلد، ۲۹۶۸صفحه، شابک: ۹۶۴–۶۱۹۶–۱۵–۲[۲]

## سیاست‌ورزی
علی دوانی از شخصیت‌های هوادار نهضت خمینی بود وی پس از پایان قیام علما و مراجع به رهبری سید روح‌الله خمینی علیه تصویب لایحه انجمن‌های ایالتی و ولایتی، کتاب نهضت دوماهه روحانیون را به نگارش درآورد. در پی ادامه بازداشت سید روح‌الله خمینی بعد از سخنرانی روز عاشورا در اسفند ماه سال ۱۳۴۲، وی با دیگر علمای حوزه علمیه قم تلگراف اعتراض آمیزی به منصور نخست‌وزیر وقت مخابره کردند. در ۲۹ اسفند ۱۳۴۲ نامه سر گشاده‌ای از طرف جمعی از طلاب و فضلای حوزه علمیه قم دربارهٔ اجرا نشدن قوانین اسلامی و قانون اساسی کشور و پایان دادن به وضع سیاسی موجود و بازگشت سید روح‌الله خمینی به ایران به امیرعباس هویدا نوشته شد که دوانی یکی از امضاکنندگان آن نامه بود. در سال ۱۳۴۴ در سالگرد واقعه مدرسه فیضیه قم، در این مدرسه مراسم سوگواری برگزار شد که وی نیز در آن مجلس سخنرانی کوتاهی ایراد کرد. پس از تأسیس حسینیه ارشاد توسط مرتضی مطهری برای ایراد سخنرانی دعوت شد و در این مدت در اغلب جلسات روحانیت مبارز تهران شرکت کرد.

## پس از انقلاب
پس از انقلاب ۱۳۵۷ وی به جمع‌آوری منابع تاریخی، اعلامیه‌ها و بیانیه‌ها همت گماشت. پس از گردآوری منابع، کتاب ۱۰ جلدی «نهضت روحانیون ایران» را در سال ۱۳۵۸ منتشر کرد که از آثار قابل توجه وی در زمینه تاریخ انقلاب اسلامی می‌باشد. وی علاوه بر تألیف، در مؤسسات آموزش عالی به تدریس تاریخ اسلام اشتغال داشت. از او بیش از شصت اثر منتشر شده‌است، کتاب «خاطرات من از استاد مطهری» حاوی نکاتی مغفول در تاریخ انقلاب اسلامی است.

## درگذشت
وی در شامگاه روز دوشنبه ۱۸ دی ماه ۱۳۸۵ درگذشت و در حرم فاطمه معصومه به خاک سپرده شد.

## فرزندان
دوانی در سال ۱۳۲۸ با یکی از نوادگان وحید بهبهانی ساکن نهاوند ازدواج کرد. و صاحب نه فرزند شد
- محمد رجبی
- محمدحسن رجبی
- محمدحسین رجبی
- محمدعلی رجبی
- محمدباقر رجبی
- فاطمه رجبی
- معصومه رجبی
- زهرا رجبی
- مریم رجبی